# Kartano (Lahti)
Kartano (français : Manoir) est un quartier de la ville de Lahti en Finlande,.

## Présentation
Le quartier compte 5 648 habitants en fin 2017.
Le quartier est situé entre la rive du Vesijärvi et le centre-ville.
Le quartier tient son nom du manoir de Fellman, qui accueille de nos jours le Musée historique de Lahti.
Les établissements du quartier comprennent le lycée Salpausselkä, le lycée de Lahti, l'université des sciences appliquées de Lahti.
Le quartier abrite de nombreux équipements de loisirs comme le parc de Fellman, le palais Sibelius, le port de Vesijärvi et à proximité le port de Teiva, la patinoire Isku-areena, ou le stade Lahden kisapuisto.

## Galerie

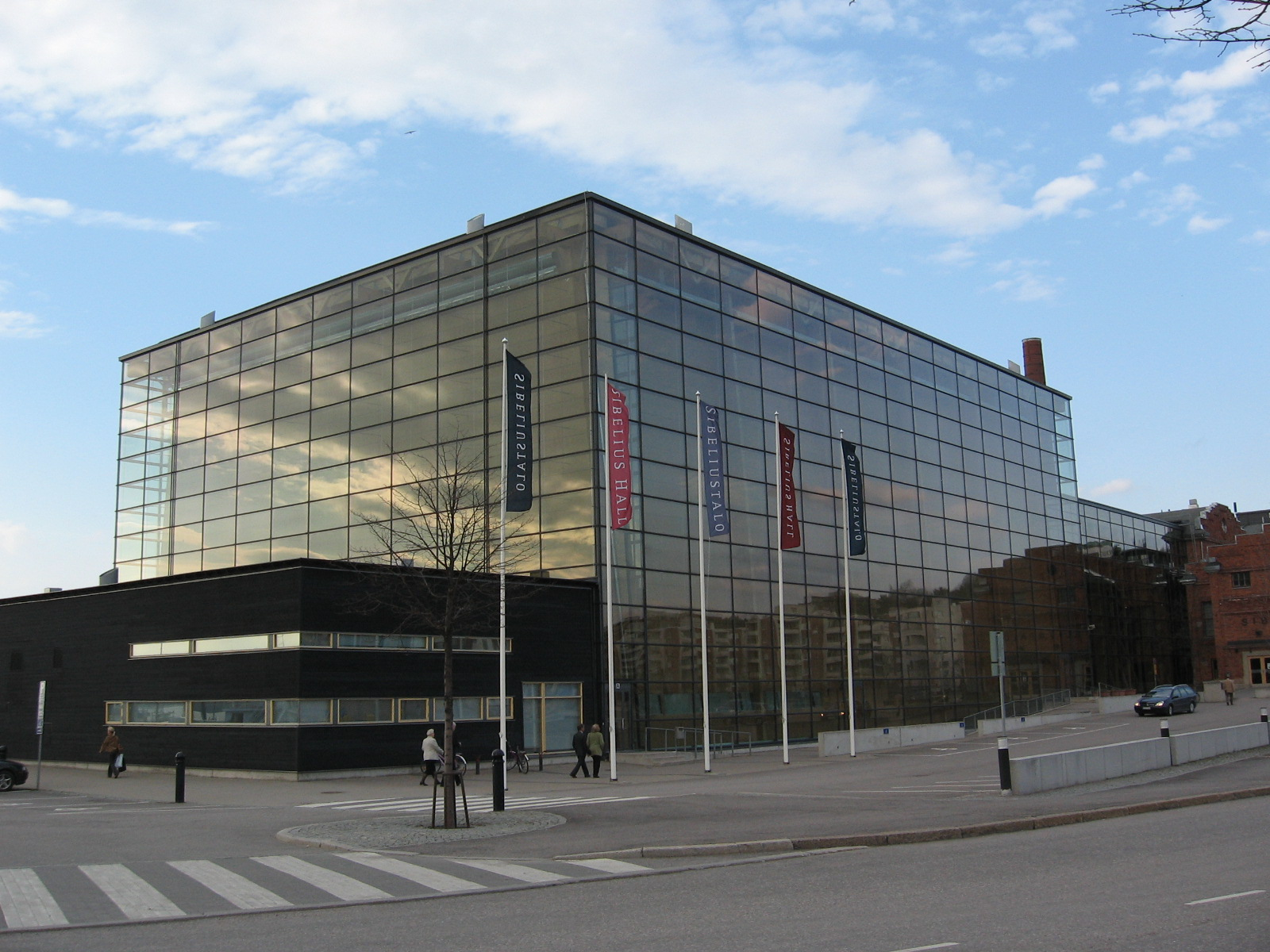
Le palais Sibelius.
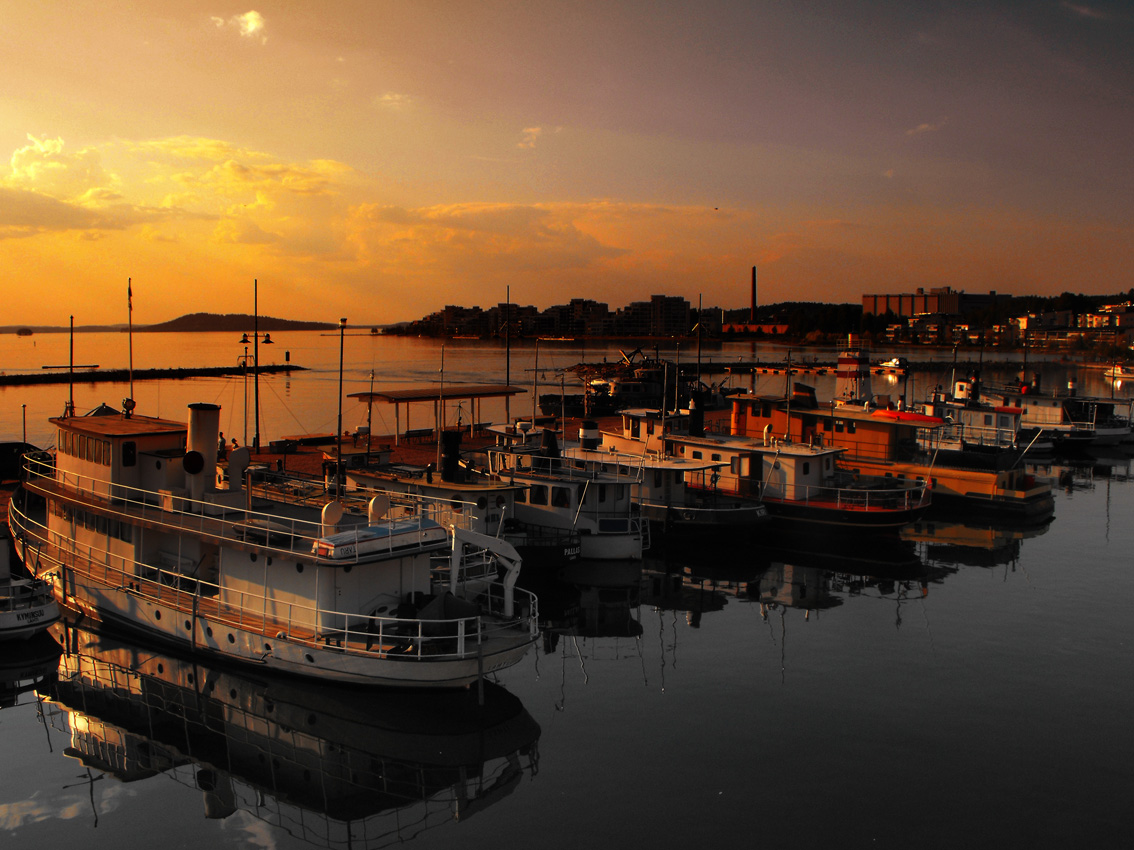
Le port.
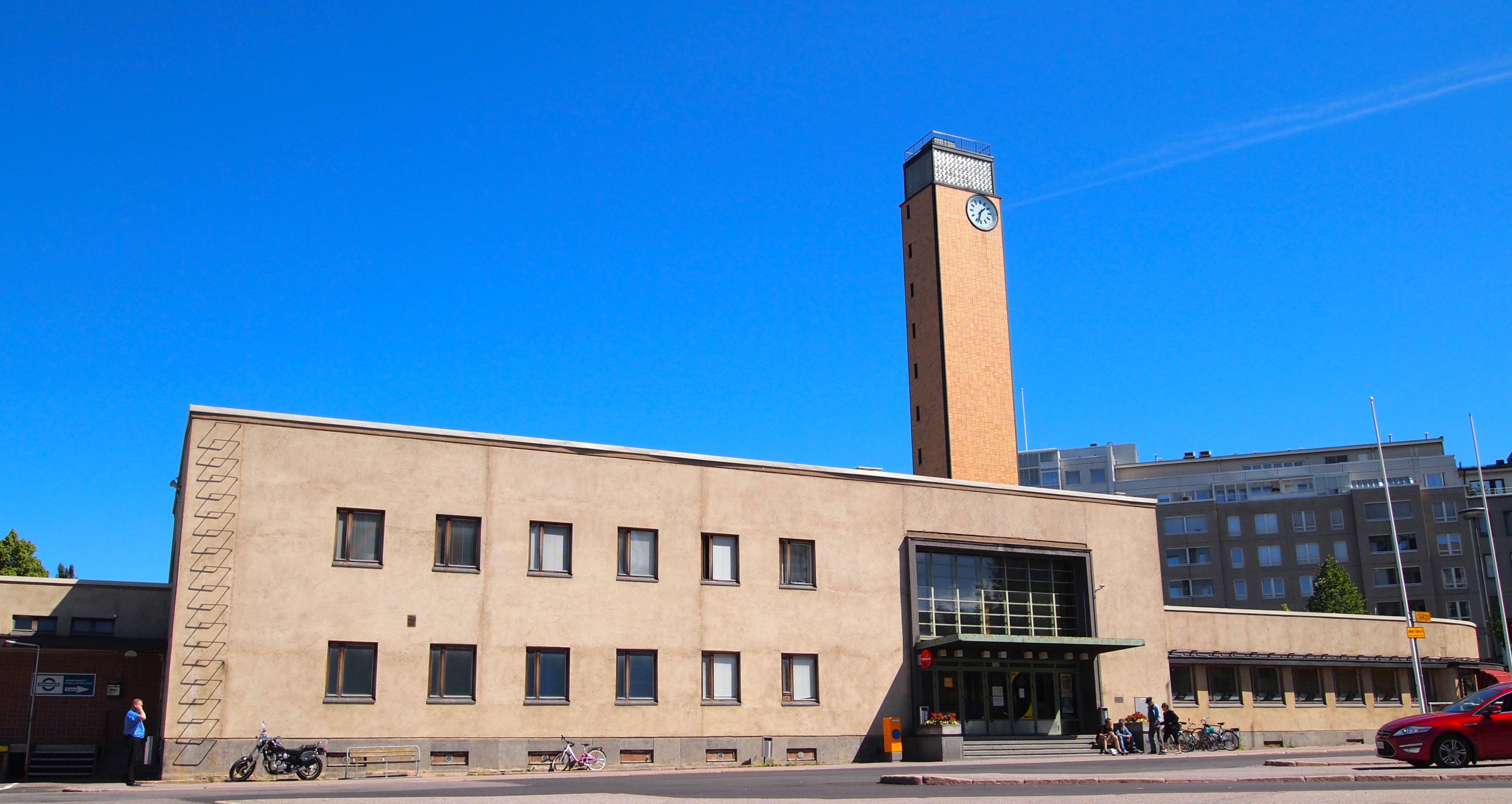
L'ancienne gare routière.
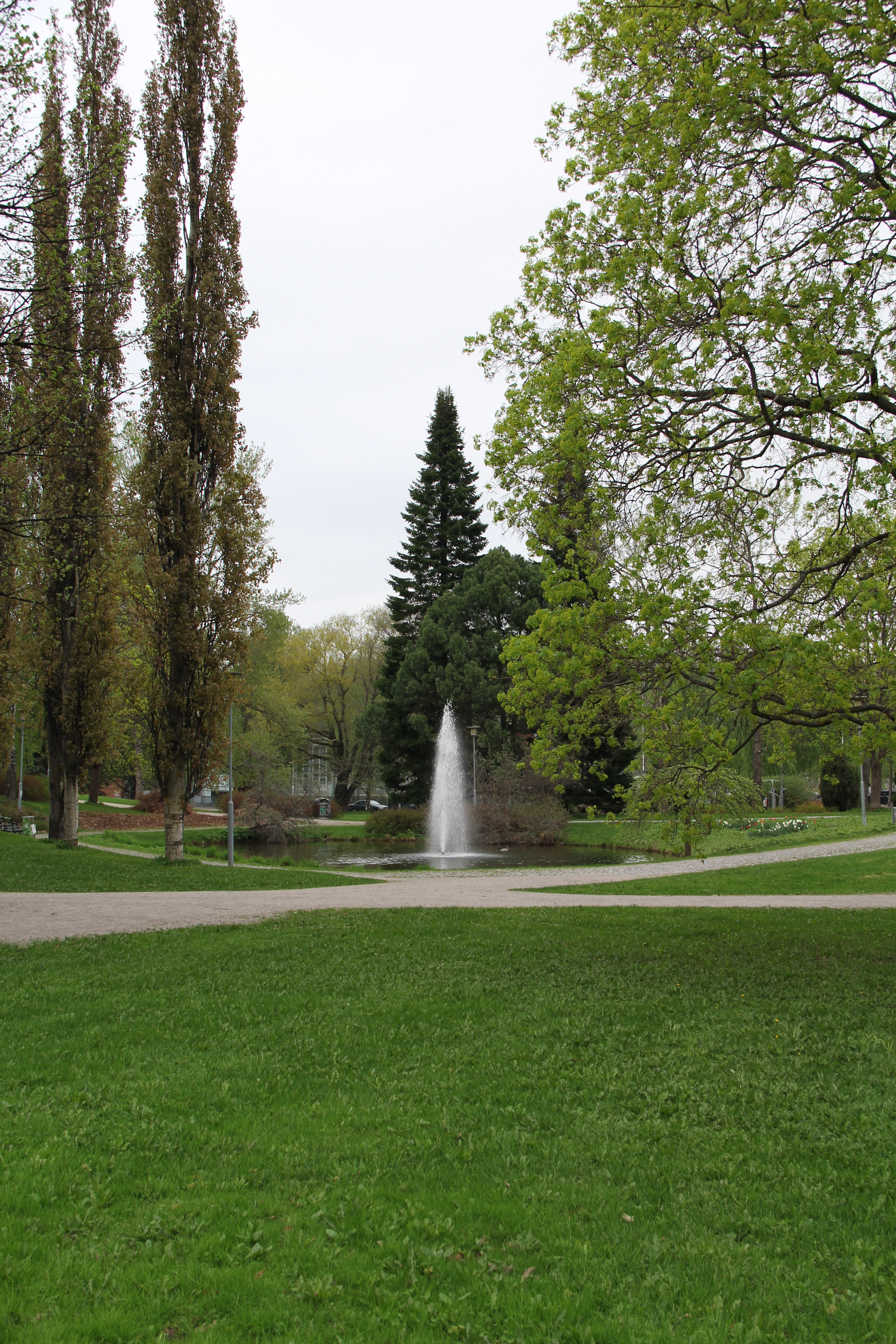
Le parc de Fellman.
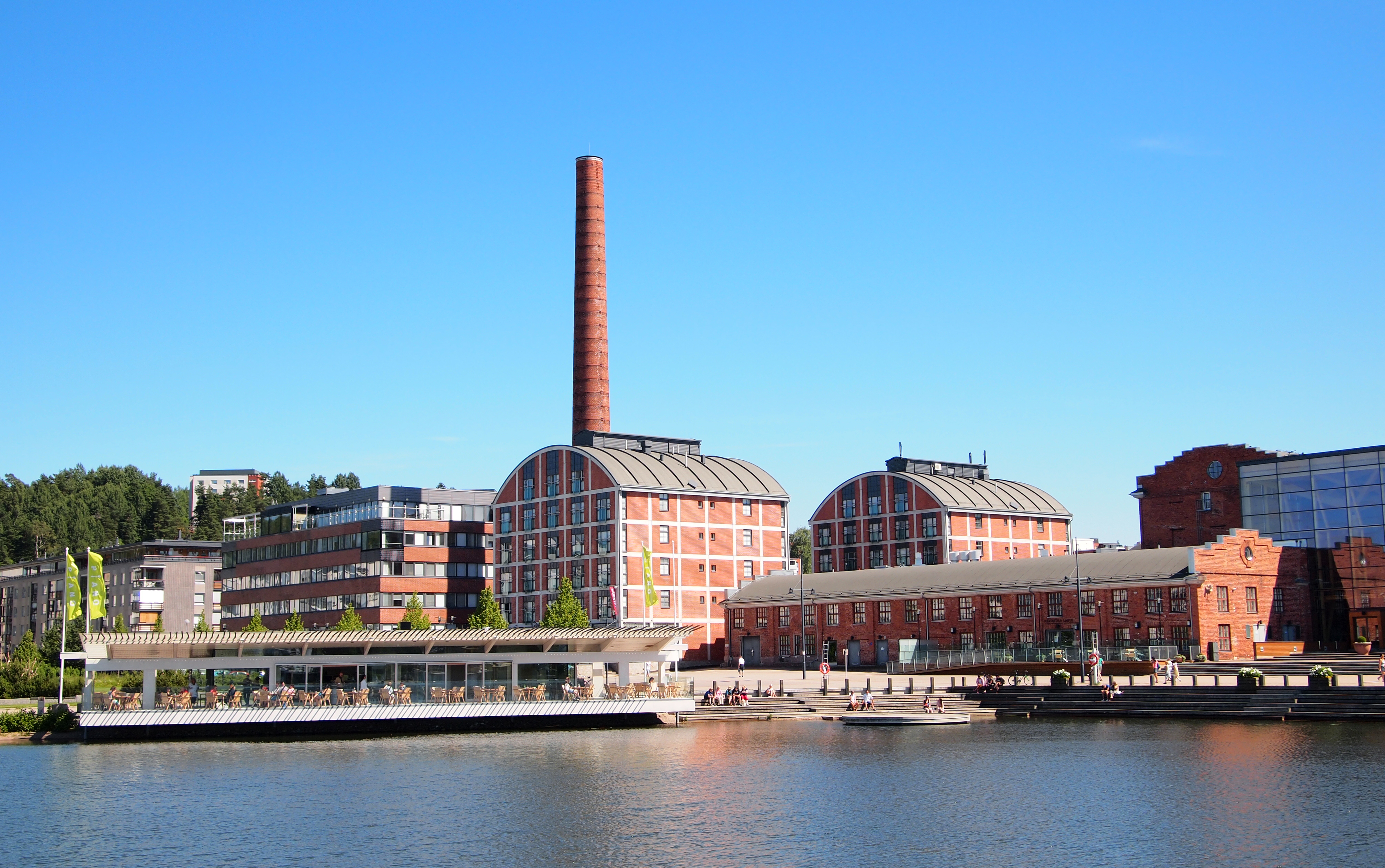
Vue d'un quai du port de Lahti.
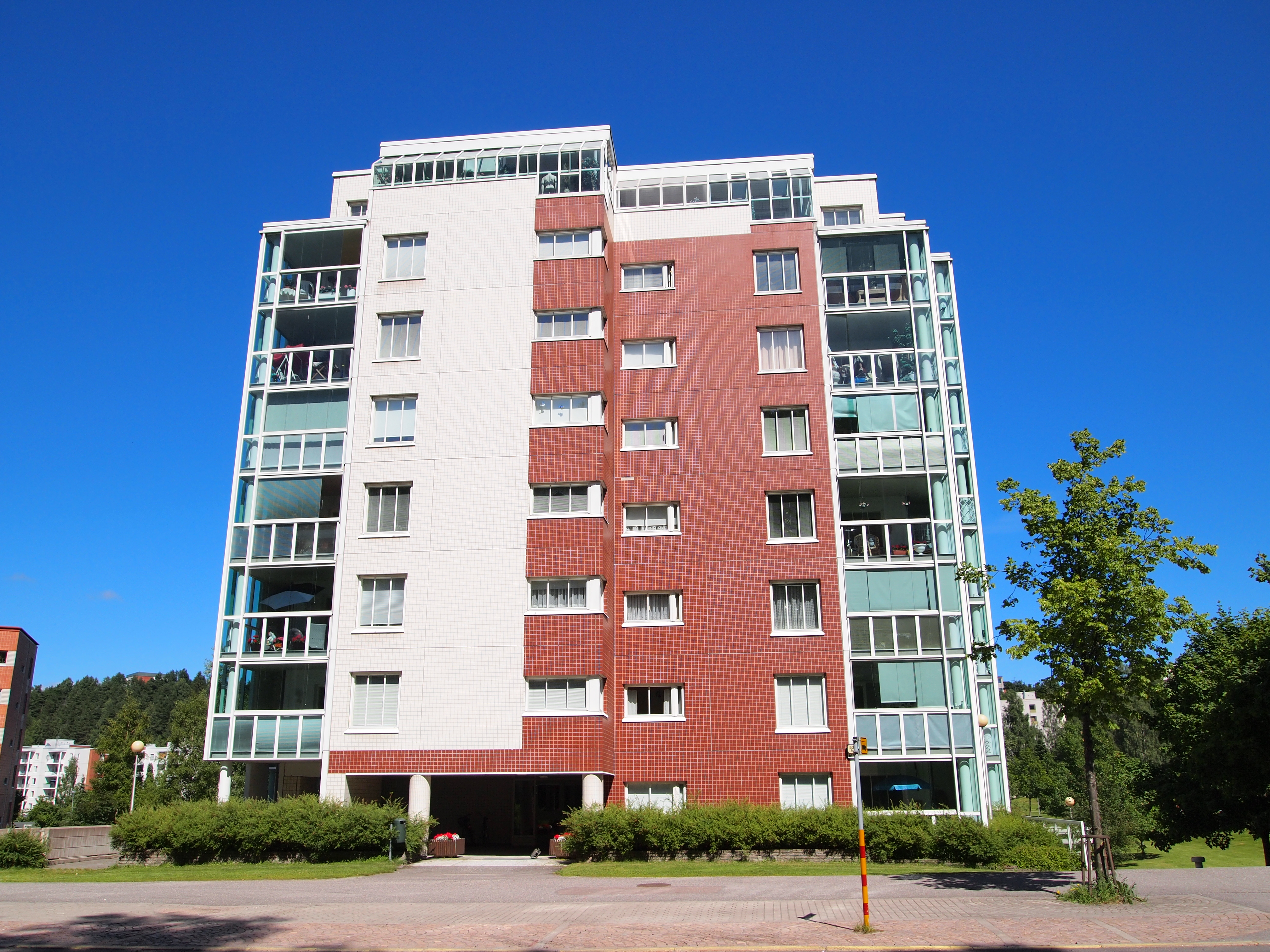
Vesijärvenkatu 53.